# Rio Hamba
O Rio Hamba é um rio da Romênia, afluente do Rusciori, localizado no distrito de Sibiu.